# لوران مرلین
لوران مرلین (انگلیسی: Laurent Merlin؛ زادهٔ ۱۷ اکتبر ۱۹۸۴) بازیکن فوتبال اهل فرانسه است.
از باشگاه‌هایی که در آن بازی کرده‌است می‌توان به باشگاه فوتبال ویگان اتلتیک، باشگاه فوتبال چیواس یواس‌ای، باشگاه فوتبال سنت پاتریک اتلتیک، باشگاه فوتبال لاتینا، باشگاه فوتبال آژاکسیو، و باشگاه فوتبال المپیک مارسی اشاره کرد.